# Val-d'Oingt
Val-d'Oingt es una comuna nueva francesa situada en el departamento de Ródano, de la región de Auvernia-Ródano-Alpes.

## Historia
Fue creada el 1 de enero de 2017, en aplicación de una resolución del prefecto de Ródano del 22 de septiembre de 2016 con la unión de las comunas de Le Bois-d'Oingt, Oingt y Saint-Laurent-d'Oingt, pasando a estar el ayuntamiento en la antigua comuna de Le Bois-d'Oingt.

## Demografía
| Gráfica de evolución demográfica de Val-d'Oingt entre 1800 y 2021 |
|                                                                   |

Los datos entre 1800 y 2016 son el resultado de sumar los parciales de las dos comunas que forman la nueva comuna de Val-d'Oingt, cuyos datos se han cogido de 1800 a 1999, para las comunas de Le Bois-d'Oingt, Oingt y Saint-Laurent-d'Oingt de la página francesa EHESS/Cassini. Los demás datos se han cogido de la página del INSEE.

## Composición
| Comuna delegada       | Código INSEE | Población (2013) | Superficie (km²) | Densidad (hab./km²) |
| --------------------- | ------------ | ---------------- | ---------------- | ------------------- |
| Le Bois-d'Oingt       | 69024        | 2334             | 5.13             | 455                 |
| Oingt                 | 69146        | 651              | 3.92             | 166                 |
| Saint-Laurent-d'Oingt | 69222        | 830              | 9.05             | 92                  |

## Ayuntamiento
El consejo municipal está formado por 29 concejales, elegidos por sufragio universal cada seis años. Desde 2020, el alcalde es Pascal Terrier.